# Starup
Starup – miasto w Danii, w regionie Dania Południowa, w gminie Haderslev.